# Lederia oviformis
Lederia oviformis is een keversoort uit de familie zwamspartelkevers (Melandryidae). De wetenschappelijke naam van de soort werd in 1863 gepubliceerd door Léon Marc Herminie Fairmaire & Germain.